# Saison 2002-2003 du Biarritz olympique Pays basque
La saison 2002-2003 du Biarritz olympique est la quatre-vingt-unième saison du club en première division du championnat de France depuis sa création, la septième consécutive dans l'élite du rugby à XV français. Le club dispute la troisième Heineken Cup de son histoire.
Le BO dispute les demi-finales du Top 16 et les quarts de finale de Coupe d'Europe. En Coupe de la Ligue, il est éliminé en huitième de finale.
L'équipe évolue sous les directives de Patrice Lagisquet et Laurent Rodriguez pour la cinquième saison consécutive.

## Avant-saison

### Objectifs du club
Lors de l'exercice précédent, le Biarritz Olympique a remporté le Championnat pour la première fois depuis la saison 1938-1939 face au SU Agen. Il a également disputé la finale de la Coupe de la Ligue contre le Stade rochelais. En Heineken Cup, il a été éliminé en phase de poule.
L'objectif affiché du club est de disputer la finale du Top 16 et les phases finales de la Coupe d'Europe.

### Transferts estivaux
Avec un budget prévisionnel de 5,2 millions d'euros, le club souhaite se donner les moyens de conserver son titre de champion de France en recrutant des joueurs confirmés après le départ de plusieurs joueurs emblématiques (Nicolas Morlaes, Marc Lièvremont, Legi Matiu, Joe Roff), avec notamment Dimitri Yachvili, l’international roumain Ovidiu Tonita, le centre australien Marc Stcherbina (arrivé en octobre après la fin du Super 12) et David Couzinet, qui rejoint le club qui l’a battu en finale la saison précédente.
Plusieurs jeunes prometteurs s’engagent : Jean-Baptiste Gobelet, Damien Minassian, Julien Campo, Mickaël Etcheverria et Mathieu Diebolt. L'Argentin Martín Gaitán rejoint le club en cours de saison mais ne peut disputer le championnat et la Coupe d'Europe pour des raisons administratives.
Enfin, plusieurs joueurs du centre de formation font leur apparition dans le groupe, dont Julien Dupuy et Marc Baget.

#### Arrivées
- Julien Campo, talonneur (US Colomiers)
- Damien Minassian, pilier (FC Grenoble)
- David Couzinet, deuxième ligne (SU Agen)
- Chris Young, deuxième ligne (Saint-Jean-de-Luz)
- Ovidiu Tonita, troisième ligne (FC Grenoble)
- Mathieu Diebolt, troisième ligne (CS Bourgoin-Jallieu)
- Dimitri Yachvili, demi de mêlée (Gloucester RFC)
- Marc Stcherbina, centre (Waratahs)
- Jean-Baptiste Gobelet, ailier (AS Montferrand)
- Mickaël Etcheverria, arrière (Aviron bayonnais)

#### Départs
- Noël Curnier, talonneur (CS Bourgoin-Jallieu)
- Franck Macia, talonneur (Aviron bayonnais)
- Christophe Dabadie, pilier (Aviron bayonnais)
- Michel Irazoqui, pilier (Saint-Jean-de-Luz)
- Patrick Sallaberry, pilier (Saint-Jean-de-Luz)
- Legi Matiu, deuxième ligne (FC Grenoble)
- Samuel Nouchi, deuxième ligne (SU Agen)
- Pavel Stastny, deuxième ligne (Castres olympique)
- Bertrand Aurignac, deuxième ligne (Stade rochelais)
- Marc Lièvremont, troisième ligne aile (arrêt)
- Scott Keith, troisième ligne (Saint-Jean-de-Luz)
- Serge Gestas, troisième ligne (Saint-Palais)
- Bruno Sallaberry, troisième ligne (US Tours)
- Sébastien Bonnet, demi de mêlée (CS Bourgoin-Jallieu)
- Joseph Ilharreguy, demi de mêlée (RC Strasbourg)
- Laurent Lageyre, demi d'ouverture (US Dax)
- Joe Roff, centre (ACT Brumbies)
- Bixente Artola, ailier (arrêt)

### Préparation de la saison
L'effectif reprend l'entraînement le 19 juillet après avoir fêté le titre de champion de France durant plusieurs semaines,. En marge de la préparation physique, le BO effectue un stage à Cauterets du 12 au 16 août, ponctué de quatre rencontres amicales. Après une victoire contre les pensionnaires de deuxième division de l'US Tyrosse (24 à 7), le BO enchaîne deux défaites contre l'US Colomiers (33 à 41) et la Section paloise (17 à 27, match organisé au profit de la lutte contre les leucodystrophies). Avant la reprise du Top 16, les Biarrots affrontent les champions d'Angleterre des Tigers de Leicester pour le compte de l'éphémère Orange Cup. Le stade Aguiléra étant en travaux, la rencontre se déroule à Bayonne et voit les Anglais s'imposer in extremis 14 à 13.
Le BO dispute également trois rencontres amicales pendant les trêves internationales, pour deux défaites en novembre à Toulouse (31 à 14) et à Mont-de-Marsan (20 à 12) et une victoire en mars sur la pelouse de Bordeaux-Bègles (35 à 24).

## Saison régulière

### Championnat

#### Un nouveau statut à assumer - Journées 1 à 6
Le calendrier prévoit six rencontres avant une première parenthèse européenne.
La première journée programme traditionnellement le déplacement du champion en titre sur la pelouse de l'un des promus, et Biarritz entame donc sa saison à Grenoble. Bousculés par l'envie des locaux et en manque de rythme, les Biarrots s'inclinent 22 à 14 malgré deux essais de leurs ailiers Bernat-Salles et Legg, et étrennent mal leur nouveau statut.
Aguiléra toujours en travaux, le BO doit se déplacer une deuxième fois consécutive sur la pelouse de l'AS Montferrand. Sous pression, les rouges et blancs parviennent à lancer leur saison grâce à deux essais presque coup sur coup de Brusque et Boussès (victoire 20 à 16) et à une performance majeure de Yachvili, qui prend le rôle de buteur. À l'occasion de la présentation du Bouclier de Brennus aux supporters et de la fête des "Amis du BO", ils confirment la semaine suivante pour leur première rencontre à domicile contre Bordeaux-Bègles, balayé 41 à 13 avec cinq essais à la clé.
À Paris, l'attaque basque reste muette et le BO rentre bredouille (défaite 22 à 15). Avec deux défaites en quatre matchs, le bilan n'est pas à la hauteur des attentes et les Biarrots réagissent en se défaisant facilement de Bourgoin (30 à 16, trois essais à la clé). À Castres, ils remportent leur deuxième victoire à l'extérieur en se détachant dans le second acte d'un match heurté (deux rouges et deux jaunes, victoire 39 à 18 avec trois essais à zéro).
À l'heure d'entamer sa campagne européenne, le BO a assuré l'essentiel et occupe la place de leader d'une poule homogène (deux points d'avance sur Grenoble, premier non qualifié).

#### Champions d’automne - Journées 7 à 10
Invaincus en Coupe d'Europe, le BO a l'occasion d'assurer sa place de leader avec trois rencontres consécutives à domicile : après une victoire confortable sur Montauban (30 à 12), les rouges et blancs sont surpris par des Grenoblois sans complexe. Après 13 minutes de jeu, le FCG mène déjà 21 à 0 après deux essais précoces de Carmona et Bertrand. Poussés par Aguiléra, les Biarrots refont petit à petit leur retard et parviennent à égaliser à un quart d'heure du terme (27-27). À la 74e minute, Yachvili offre la victoire aux locaux sur une pénalité retentée après une première tentative gênée par une montée grenobloise illicite (victoire 30 à 27).
Passés proches de la correctionnelle, le BO doit de nouveau s'arracher contre des Montferrandais mal classés et réduits à 14 dès la 13e minute de jeu. Bernat-Salles et Brusque inscrivent au retour des vestiaires deux essais qui font la différence au score (victoire 24 à 16). Pour la dernière rencontre de l'année 2002 sur la pelouse de Bordeaux-Bègles et pour le premier déplacement organisé par l'association de supporters "Aupa BO!", Bidabé et Yachvili assurent une dernière victoire permettant de consolider la première place avant la trêve hivernale.

#### Qualification assurée - Journées 11 à 14
Après leur qualification inespérée en Coupe d'Europe, le BO enchaîne en Top 16 en battant facilement leurs principaux rivaux du Stade français 22 à 5, confortant sa place de leader. La semaine suivante, des Berjalliens remontés après avoir été dépassés sur le fil en Coupe d’Europe par les Biarrots reçoivent le BO dans un climat tendu. Sans pression, les rouges et blancs sont largement dominés (39 à 13). Cette défaite est sans conséquence pour le BO, toujours premier et assuré d’être qualifié avec huit points d’avance sur le premier non qualifié.
Contre Castres, les Biarrots se défont difficilement de leurs adversaires en faisant la différence en deuxième période grâce notamment à des essais de Legg et Cassin. Le dernier match sur la pelouse de la lanterne rouge Montauban est sans véritable enjeu pour les Biarrots qui préparent déjà les play-offs en stade à Cassen  et sont dépassés en fin de match par leurs hôtes.
Avec dix victoires et quatre défaites, le BO a occupé la première place de sa poule de la sixième à la dernière journée et est ainsi assuré de disputer la Heineken Cup la saison suivante. Dans l'autre poule, le SU Agen (12 victoires) et le Stade toulousain (11 victoires et un nul) ont fait mieux.

#### Classement de la première phase
Le Biarritz olympique termine la première phase à la première place avec 34 points, soit sept de plus que le premier non qualifié, Montferrand. Avec trois victoires à l’extérieur, il présente un bilan positif de +6 au classement britannique.
Le BO présente la troisième attaque du championnat avec 347 points derrière Toulouse (402) et Agen (359) et la septième défense avec 273 points encaissés derrière Agen (198), Perpignan (208), Toulouse (236), Clermont (238), le Stade français (241) et Grenoble (266).
| Rang | Club                   | J  | V  | N | D | Pm  | Pe  | Diff | Pts |
| ---- | ---------------------- | -- | -- | - | - | --- | --- | ---- | --- |
| 1    | Biarritz olympique (T) | 14 | 10 | 0 | 4 | 347 | 273 | +74  | 34  |
| 2    | Stade français Paris   | 14 | 9  | 1 | 4 | 306 | 241 | +65  | 33  |
| 3    | CS Bourgoin-Jallieu    | 14 | 7  | 1 | 6 | 314 | 290 | +24  | 29  |
| 4    | FC Grenoble (P)        | 14 | 7  | 0 | 7 | 305 | 266 | +39  | 28  |
| 5    | ASM Clermont           | 14 | 6  | 1 | 7 | 279 | 238 | +41  | 27  |
| 6    | CA Bordeaux-Bègles     | 14 | 5  | 1 | 8 | 273 | 317 | -44  | 25  |
| 7    | Castres olympique      | 14 | 4  | 2 | 8 | 303 | 372 | -69  | 24  |
| 8    | US Montauban           | 14 | 4  | 2 | 8 | 228 | 358 | -130 | 24  |

|  | Qualifiés pour la seconde phase de poule (#1, #2, #3, #4). |
|  | T : Tenant du titre 2002 • P : Promu 2002 V : Victoires • N : Matches Nuls • D : Défaites • PP : Points Pour (marqués) • PC : Points Contre (encaissés) • Diff : Différence de points |

#### Play-offs - Journées 1 à 6
La formule de play-offs est reconduite avec la constitution de deux poules de quatre équipes. Le BO partage la poule 1 avec Toulouse et Pau, respectivement 2e et 4e de leur poule lors de la première phase, et retrouve Bourgoin. L’autre poule est constituée d’Agen, Perpignan, le Stade français et Grenoble.
Le BO reçoit le Stade toulousain, son principal rival pour la qualification, lors de la première journée. Portés par Yachvili, qui inscrit tous les points de son équipe, les Biarrots marquent leur territoire (victoire 22 à 15). Ils confirment la semaine suivante sur la pelouse de la Section paloise dans un match spectaculaire (39 à 30, huit essais inscrits), prenant une option sur les demi-finales.
Toujours envenimées par le contentieux européen, les relations avec Bourgoin ne s'arrangent pas après la double confrontation à Pierre-Rajon puis Aguiléra. Les deux matchs sont entachés de gestes répréhensibles sanctionnés de huit cartons jaunes et deux cartons rouges. Au score, les Isérois l'emportent à l'aller 14 à 6 et les Biarrots prennent leur revanche au retour 39 à 16.
Alors qu'Alain Paco est annoncé comme le futur entraîneur du BO pour la saison suivante, les Basques s'inclinent à Toulouse 34 à 20 mais sont assurés de terminer au moins deuxièmes. La réception de leurs voisins palois permet de terminer la saison à domicile avec une victoire sans enjeu 31 à 23, marquée par l'annonce de la prolongation du contrat du capitaine Jean-Michel Gonzalez.
Le BO termine deuxième avec quatre victoires et deux défaites, derrière le Stade toulousain. Il affronte le Stade français en demi-finale à Bordeaux.
| Rang | Club                | J | V | N | D | Pm  | Pe  | Diff | Pts |
| ---- | ------------------- | - | - | - | - | --- | --- | ---- | --- |
| 1    | Stade toulousain    | 6 | 4 | 0 | 2 | 218 | 199 | +19  | 14  |
| 2    | Biarritz olympique  | 6 | 4 | 0 | 2 | 157 | 132 | +25  | 14  |
| 3    | CS Bourgoin-Jallieu | 6 | 3 | 0 | 3 | 195 | 141 | +54  | 12  |
| 4    | Section paloise     | 6 | 1 | 0 | 5 | 149 | 247 | -98  | 8   |

|  | Qualifiés pour les demi-finales et la Coupe d'Europe 2003-2004 (#1, #2).                                                                    |
|  | Qualifiés pour la Coupe d'Europe 2003-2004 (#3).                                                                                            |
|  | V : Victoires • N : Matches Nuls • D : Défaites • PP : Points Pour (marqués) • PC : Points Contre (encaissés) • Diff : Différence de points |

#### Phases finales
Le BO retrouve le stade Lescure un an après sa qualification en finale dans le même stade contre l'AS Montferrand. Les supporters biarrots se mobilisent en nombre et occupent une majorité de l'enceinte bordelaise. Longtemps indécis (9-9 à la pause), le match bascule en dix minutes par la botte de Diego Dominguez puis sur un essai en contre de Blin après un en-avant biarrot. Les Parisiens s'imposent 32 à 9 et font tomber le champion en titre. Olivier Roumat dispute à cette occasion le dernier match de sa carrière à l'âge de 37 ans.
Dans l'autre demi-finale, le Stade toulousain bat Agen à Montpellier 22 à 16.

### Coupe d’Europe
Dans la poule 6, le BO hérite de trois équipes britanniques, comme lors des deux éditions précédentes :
- les Saints de Northampton, emmenés par une pléiade d’internationaux (Ben Cohen, Matt Dawson, Paul Grayson, Mark Connors, Steve Thompson et le capitaine Budge Pountney), retrouvent les Biarrots deux ans après leurs premières confrontations.
- la province de l'Ulster, vainqueur de la compétition en 1999, comptant notamment dans ses rangs David Humphreys, Andy Ward, Jonathan Bell, Ryan Constable, Justin Fitzpatrick et Jeremy Davidson.
- Cardiff RFC, portée notamment par Martyn Williams, Peter Rogers, Craig Morgan, Iestyn Harris et Ryan Powell.

Le BO entame sa campagne à Cardiff et s’impose grâce à deux essais de Milhères et Bernat-Salles en deuxième période (26 à 15). Le deuxième match contre Northampton fait figure de choc au sommet, les Anglais ayant balayé l’Ulster pour la première journée 32 à 9. La rencontre est serrée et offre un chassé-croisé haletant : à deux reprises les Saints parviennent à creuser un écart de sept points, vite comblé par leurs adversaires. Les deux équipes semblent s’acheminer vers un nul mais Yachvili délivre Aguiléra sur pénalité (victoire 23 à 20) après six minutes d’arrêts de jeu.
Début décembre, le BO a l’occasion de confirmer sa première place avec une double confrontation face à l’Ulster. À Belfast, les Biarrots sont en tête à la pause mais cèdent dans le dernier quart d’heure, vaincu par la botte de David Humphreys (défaite 13 à 9). Rejoints au classement par les Irlandais, les Basques doivent impérativement s’imposer au retour une semaine plus tard. À Aguiléra, les rouges et blancs sont intenables et inscrivent trois essais avant de contenir la révolte des hommes d’Andy Ward (victoire 25 à 20). Dans le même temps, Northampton a facilement disposé de Cardiff à deux reprises et occupe toujours la tête de la poule grâce à un meilleur goal-average.
Le vainqueur de l’avant-dernier match à Northampton a donc toutes les chances d’assurer sa qualification. Les Biarrots font la course en tête mais cèdent à trois minutes du terme sur un essai de Peter Jorgensen (17 à 14).
Les Biarrots sont contraints à l'exploit pour espérer une qualification en tant que meilleurs deuxièmes : le Munster et Bourgoin ayant réalisé un parcours quasiment identique, le nombre d'essais et la différence de points départageront les trois équipes après la dernière journée. Le BO est en ballotage défavorable avec un total d'essais inscrits beaucoup plus faible que ses rivaux (8 contre 16 pour Bourgoin et 23 pour le Munster). Les Gallois, englués à la dernière place et n'ayant toujours pas inscrits le moindre point au classement, sont complètement démobilisés et encaissent 40 points lors de la première mi-temps. Les essais s'enchaînent et les Biarrots ne tentent même plus les transformations pour gagner du temps. Auteur de 13 essais et d'une écrasante victoire 75 à 25, le BO parvient à revenir à égalité parfaite avec Bourgoin (8 points, 21 essais inscrits) et se qualifie contre toute attente grâce à un goal-average favorable (+62 contre +48). Le président de Bourgoin Pierre Martinet accuse l'arbitre italien de la rencontre M. De Santis d'avoir truqué le match et parle de "mafia". Marcel Martin réagit en menaçant de porter plainte pour diffamation.
Classement
| Équipe             | Pts | J | V | N | D | EM | EE | PM  | PE  | Δ    |
| ------------------ | --- | - | - | - | - | -- | -- | --- | --- | ---- |
| Northampton Saints | 8   | 6 | 4 | 0 | 2 | 14 | 5  | 138 | 73  | +65  |
| Biarritz olympique | 8   | 6 | 4 | 0 | 2 | 21 | 10 | 172 | 110 | +62  |
| Ulster             | 8   | 6 | 4 | 0 | 2 | 8  | 8  | 116 | 106 | +10  |
| Cardiff RFC        | 0   | 6 | 0 | 0 | 6 | 6  | 26 | 78  | 215 | -137 |

En quarts de finale, le BO se déplace à Lansdowne Road pour affronter la province du Leinster, première de la poule 4 avec six victoires en autant de rencontres. En difficulté en première période après un carton jaune sanctionnant Serge Betsen dès la 4e minute, le BO est mené 13 à 0 à la pause après un essai de Keith Gleeson avant la pause, puis 18 à 3 au retour des vestiaires après une nouvelle réalisation de Victor Costello. Les Biarrots s'accrochent et parviennent à combler une partie de leur retard après un essai de Thomas Lièvremont. Sur la dernière action, les rouges et blancs amorcent une dernière attaque de 80 mètres mais Marc Stcherbina est trompé par le rebond sur un coup de pied à suivre qui semble gagnant. Le BO est de nouveau éliminé au stade des quarts de finale par une province irlandaise (18 à 13) après leur défaite contre le Munster en 2001.

### Coupe de la Ligue
Le format de la compétition est similaire à celui de la saison précédente : chaque tour est éliminatoire mais  les seizièmes de finale se jouent désormais en un seul match. Le tableau est construit en fonction de la situation géographique des clubs pour favoriser les rencontres entre équipes voisines.
Comme lors des deux éditions précédentes, le BO affronte l'US Tyrosse et s'impose facilement 40 à 10. En huitième de finale, il est éliminé par le Stade montois après un match spectaculaire durant lequel les Landais inscrivent l'essai de la victoire dans les arrêts de jeu (34 à 31).

## Joueurs et encadrement technique

### Encadrement technique
Patrice Lagisquet (arrières) et Laurent Rodriguez (avants) entraînent l'équipe. Ils sont assistés des préparateurs physiques Olivier Rieg, Isabelle Patron et Jean-Michel Kaempf.
En octobre 2002, Laurent Rodriguez annonce qu'il quittera le club à l'issue de la saison pour gérer des boutiques de la marque Serge Blanco en Guadeloupe et à Saint-Martin.

### Effectif professionnel
Au lancement de la saison 2002-2003, le Biarritz olympique totalise un nombre de 34 joueurs sous contrat professionnel. 30 d'entre eux étaient présents dans le groupe lors de la saison précédente.
Neuf des joueurs de l'effectif sont issus des filières de formation biarrotes (Olivier Nauroy, Philippe Bidabé, Laurent Diaz, Julien Saubade, Julien Dupuy, Bruno Gallais, Kevin Moult-Lafaille).
Le capitaine désigné à l'intersaison demeure Jean-Michel Gonzalez, comme la saison précédente. Au cours de la saison, il est suppléé par Thomas Lièvremont, Olivier Nauroy et Laurent Mazas.
| Nom                      | Poste                  | Date de naissance | Nationalité sportive | Sélections (PM) | Club précédent           | Arrivée au club | Formé au club |
| ------------------------ | ---------------------- | ----------------- | -------------------- | --------------- | ------------------------ | --------------- | ------------- |
| Denis Avril              | Pilier                 | 31 octobre 1972   | France               | -               | Stade niortais           | 1996            | -             |
| Damien Minassian         | Pilier                 | 14 juin 1979      | France               | -               | FC Grenoble              | 2002            | -             |
| Maurice Fitzgerald       | Pilier                 | 14 février 1976   | Angleterre           | -               | Richmond FC              | 1999            | -             |
| Emmanuel Ménieu          | Pilier                 | 23 juillet 1969   | France               | -               | AS Montferrand           | 2000            | -             |
| Sotele Puleoto           | Pilier                 | 30 octobre 1967   | France               | -               | CA Brive                 | 1996            | -             |
| Julien Campo             | Talonneur              | 1er mai 1981      | France               | -               | US Colomiers             | 2002            | -             |
| Bruno Gallais            | Talonneur              | 17 octobre 1980   | France               | -               | -                        | -               | oui           |
| Jean-Michel Gonzalez     | Talonneur              | 10 octobre 1967   | France               | 35 (5)          | Section paloise          | 1998            | -             |
| David Couzinet           | Deuxième ligne         | 7 juin 1975       | France               | -               | SU Agen                  | 2002            | -             |
| Olivier Nauroy           | Deuxième ligne         | 14 juillet 1975   | France               | -               | -                        | -               | oui           |
| Olivier Roumat           | Deuxième ligne         | 16 juin 1966      | France               | 62 (20)         | Stade Français           | 1998            | -             |
| Jean-Philippe Versailles | Deuxième ligne         | 10 mars 1969      | France               | -               | AS Montferrand           | 1997            | -             |
| Chris Young              | Deuxième ligne         | 27 mars 1980      | Zambie               | -               | Saint-Jean-de-Luz        | 2002            | -             |
| Serge Betsen             | Troisième ligne aile   | 25 mars 1974      | France               | 22 (25)         | CS Clichy                | 1992            | -             |
| Didier Chouchan          | Troisième ligne aile   | 19 mars 1977      | France               | -               | RC Nîmes                 | 2000            | -             |
| Mathieu Diebolt          | Troisième ligne        | 17 septembre 1981 | France               | -               | CS Bourgoin-Jallieu      | 2002            | -             |
| Thomas Lièvremont        | Troisième ligne centre | 6 novembre 1973   | France               | 22 (10)         | USA Perpignan            | 2000            | -             |
| Christophe Milhères      | Troisième ligne aile   | 3 janvier 1972    | France               | 1 (0)           | US Dax                   | 1996            | -             |
| Kevin Moult-Lafaille     | Troisième ligne aile   |                   | France               | -               | -                        | -               | oui           |
| Thomas Soucaze           | Troisième ligne centre | 6 juin 1982       | France               |                 | Section paloise          | 2001            | -             |
| Ovidiu Tonita            | Troisième ligne        | 6 août 1980       | Roumanie             | 13 (0)          | FC Grenoble              | 2002            | -             |
| Nicolas Sardain          | Demi de mêlée          | 15 février 1980   | France               | -               | -                        | -               | oui           |
| Julien Dupuy             | Demi de mêlée          | 19 décembre 1983  | France               | -               | -                        | -               | oui           |
| Dimitri Yachvili         | Demi de mêlée          | 19 septembre 1980 | France               | -               | Gloucester RFC           | 2002            | -             |
| Laurent Mazas            | Demi d'ouverture       | 19 décembre 1970  | France               | 2 (0)           | US Colomiers             | 1996            | -             |
| Julien Peyrelongue       | Demi d'ouverture       | 2 avril 1981      | France               | -               | Peyrehorade Sports       | 2000            | -             |
| Guillaume Boussès        | Centre                 | 12 octobre 1981   | France               | -               | Stade toulousain         | 2001            | -             |
| Jean-Emmanuel Cassin     | Centre                 | 29 février 1980   | France               | -               | Toulouse XIII            | 2001            | -             |
| Martín Gaitán            | Centre                 | 15 juin 1978      | Argentine            | 2 (10)          | Club Atlético San Isidro | 2002            | -             |
| John Isaac               | Centre                 | 11 mars 1972      | Australie            | -               | East Rugby Club          | 2000            | -             |
| Marc Stcherbina          | Centre                 | 7 décembre 1976   | Australie            | -               | Waratahs                 | 2002            | -             |
| Lionel Urruty            | Centre                 |                   | France               | -               | -                        | -               | oui           |
| Philippe Bernat-Salles   | Ailier                 | 17 février 1970   | France               | 41 (130)        | Section paloise          | 1998            | -             |
| Philippe Bidabé          | Ailier                 | 13 janvier 1978   | France               | -               | -                        | -               | oui           |
| Jean-Baptiste Gobelet    | Ailier                 | 13 mars 1982      | France               | -               | AS Montferrand           | 2002            | -             |
| Steeve Sargos            | Ailier                 | 23 décembre 1979  | France               | -               | -                        | -               | oui           |
| Julien Saubade           | Ailier                 | 5 novembre 1983   | France               | -               | -                        | -               | oui           |
| Nicolas Brusque          | Arrière                | 7 août 1976       | France               | 7 (15)          | Section paloise          | 2001            | -             |
| Laurent Diaz             | Arrière                | 8 novembre 1980   | France               | -               | -                        | -               | oui           |
| Mickaël Etcheverria      | Arrière                | 1er juin 1982     | France               | -               | Aviron bayonnais         | 2002            | -             |

### Statistiques individuelles
Le joueur le plus utilisé de l'effectif en Top 16 est l’ouvreur Julien Peyrelongue, qui participe à la totalité des 21 rencontres dont 20 en tant que titulaire, totalisant 1 558 minutes sur le terrain. Toutes compétitions confondues, les cinq joueurs les plus utilisés sont Julien Peyrelongue (2118 minutes), Dimitri Yachvili (2044), Philippe Bidabé (1969), Denis Avril (1918) et Christophe Milhères (1873).
Le demi-de-mêlée Dimitri Yachvili est le meilleur réalisateur du club en championnat avec 295 points à son actif (dont trois essais, soit 280 points au pied), devant Stuart Legg (40 points, dont 20 au pied). Toutes compétitions confondues, il inscrit 367 points dont 352 au pied.
Nicolas Brusque, avec 7 essais inscrits en Top 16, termine meilleur marqueur du club en championnat devant Philippe Bernat-Salles (4) et Stuart Legg (4 essais). Toutes compétitions confondues, Brusque et Bernat-Salles sont ex-aequo avec 8 réalisations chacun, suivis de Christophe Milhères (6), Thomas Lièvremont et Stuart Legg (5).

### Joueurs en sélection nationale
Au cours de la saison 2002-2003, trois Biarrots sont sélectionnés en Équipe de France :
- Serge Betsen est titulaire lors de la totalité des rencontres de la tournée d'automne et du Tournoi des VI Nations, il inscrit un essai contre l'Italie. Il est élu meilleur joueur international de l'année 2002 par le syndicat Provale[62].
- Nicolas Brusque est titulaire pour les trois rencontres de la tournée d'automne, inscrivant un essai contre la Nouvelle-Zélande. Blessé en début du Tournoi des VI Nations, il n'est pas sélectionné[63].
- Dimitri Yachvili connaît sa première sélection lors de la tournée d'automne contre l'Afrique du Sud[64]. Remplaçant pour les deux premiers tests, il est titularisé contre le Canada. Il est retenu pour le Tournoi des VI Nations : remplaçant en Angleterre, il est titulaire pour les quatre autres rencontres (18 points contre l'Italie, 18 points contre le Pays de Galles).

Ovidiu Tonita dispute trois matchs avec l'équipe de Roumanie durant la tournée d'automne contre l'Italie, l'Espagne (un essai inscrit) et le Pays de Galles.
Cinq joueurs sont sélectionnés pour le Tournoi des VI Nations de l’Équipe de France A : Julien Peyrelongue (Angleterre et Écosse, 10 points inscrits au pied contre l’Écosse), Nicolas Brusque (Irlande et Italie, il est capitaine et inscrit deux essais contre les Italiens), Guillaume Boussès (Angleterre, Écosse, Irlande, Italie, trois essais inscrits), Jean-Emmanuel Cassin (Angleterre, Écosse) et David Couzinet (Angleterre, Écosse).
Jean-Emmanuel Cassin dispute deux rencontres avec l’Équipe de France universitaire (Italie et Pays de Galles, deux essais inscrits).
Mickaël Etcheverria et Thomas Soucaze sont sélectionnés avec l’Équipe de France -21 ans pour le Tournoi des VI Nations (Angleterre, Écosse, Irlande, Pays de Galles, deux essais inscrits par Soucaze). Pour la Coupe du Monde, Thomas Soucaze et Marc Baget sont retenus dans le groupe.

## Aspects juridiques et économiques

### Structure juridique et organigramme
| Direction | Administratif | Sportif |
| --- | --- | --- |
| - Président : Marcel Martin - Président de l'association omnisports : Roland Héguy - Vice-président : Michel Labruquère - Membres du bureau : Serge Blanco, Bernard Forestier - Direction administrative et financière : Gilles Viard, Pierre Bousquier, Audrey Broca | - Secrétaire général : Bernard Lejeune - Responsables partenariat : Georges Salle, Jean Lissalde, Anne Etchegoyen - Responsable communication : Louis Vialle - Trésorier : Henri Salle | - Entraîneurs : Patrice Lagisquet et Laurent Rodriguez - Manager : Marc Lièvremont - Commission sportive : Georges Darrieumerlou, Jean-Pierre Barbertéguy - Coordinateur technique : Maurice Lesgourgues - Préparateurs physiques : Gérard Delmotte, Isabelle Patron, Olivier Rieg - Médecin : Jean-Louis Rebeyrolle - Intendance : Jean-Baptiste Arla, Jean Barbertéguy, Bernard Laborde |

### Tenues, équipementiers et sponsors
Le Biarritz olympique est équipé par la marque Puma, qui remplace Serge Blanco.
L'équipe évolue avec trois jeux de maillots identiques à ceux de la saison précédente :
- Un maillot rouge sur la partie supérieure et blanc sur la partie inférieure. Le short et les chaussettes sont uniformément rouges. Cette tenue est portée à 25 reprises.
- Un maillot noir avec la manche droite blanche et la manche gauche rouge. Le short et les chaussettes sont uniformément noires. Cette tenue est portée à 3 reprises.
- Un maillot blanc avec la manche droite verte et la manche gauche rouge. Le short et les chaussettes sont uniformément blancs. Cette tenue est portée à 2 reprises.

L’unique sponsor apparaissant sur le maillot est Cap Gémini, entreprise présidée par Serge Kampf.

## Affluence au stade
En Top 16, 77 000 entrées ayant été enregistrées pour les 10 rencontres de championnat du Biarritz olympique au Parc des Sports d'Aguiléra, l'affluence moyenne du club à domicile est de 8 150 spectateurs, soit un taux de remplissage de 64 % (en hausse de 4 % en comparaison avec la moyenne de 8 150 entrées comptabilisée la saison précédente en championnat).
En Heineken Cup, 16 000 entrées ont été enregistrées en trois rencontres, soit une moyenne de 5 300 spectateurs (en hausse de 6 % en comparaison avec la moyenne de 4 500 entrées comptabilisée la saison précédente en Coupe d'Europe).
Le record d'affluence de la saison à domicile est réalisé lors de la onzième journée de la première phase contre le Stade français et lors de la première journée des play-offs contre le Stade toulousain avec 10 500 spectateurs environ.
Affluence à domicile (Parc des sports d’Aguiléra)

## Extra-sportif

### Stade
Le stade Aguiléra fait l'objet de travaux durant l'été 2002 pour un montant d'1,5 million d'euros afin de rénover la tribune Coubertin et permettre notamment d'accueillir davantage de partenaires. Le club se déplace lors des matchs amicaux et des deux premières journées du Top 16 afin de permettre l'achèvement des travaux. La tribune de presse et les nouveaux vestiaires sont achevés au mois d'octobre et sont inaugurés à l'occasion de la rencontre contre Northampton. Une nouvelle boutique ouvre ses portes au rez-de-chaussé de la tribune Coubertin.
Le projet de rénovation du stade prévoit la construction d'une nouvelle tribune à l'horizon 2004. Un bail emphytéotique d'une durée de trente ans est signé avec la municipalité pour permettre l'accomplissement du projet.
En janvier 2003, le maire de Bayonne et ancien président de l'Aviron bayonnais Jean Grenet soumet l'idée de construire un seul stade pour les deux clubs voisins, rejetée par son homologue biarrot Didier Borotra.

### Supporters
À partir de novembre 2002, une billetterie en ligne est mise en place pour acheter ses billets de match sur Internet.
En décembre 2002, un nouveau club de supporters est fondé sous le nom d'"Aupa BO!" et organise son premier déplacement à Bègles le 22 décembre 2002.
Un livre sur l'histoire du club, Biarritz rugby au cœur, est publié par le speaker Jean-Louis Berho et José Urquidi en août 2002.
Leur saison terminée, les Biarrots disputent un match amical de football contre les joueurs de la Jeanne d'Arc de Biarritz au stade Saint-Martin.

### Club omnisports
En décembre 2002, le club omnisports adopte de nouveaux statuts malgré une opposition de la section tennis qui demande une séparation de la section rugby amateur. Rugby professionnel et rugby amateur sont désormais séparés et une nouvelle convention régit l'utilisation des installations du Parc des Sports d'Aguiléra.